# Goethestraße 22–28 (Magdeburg)

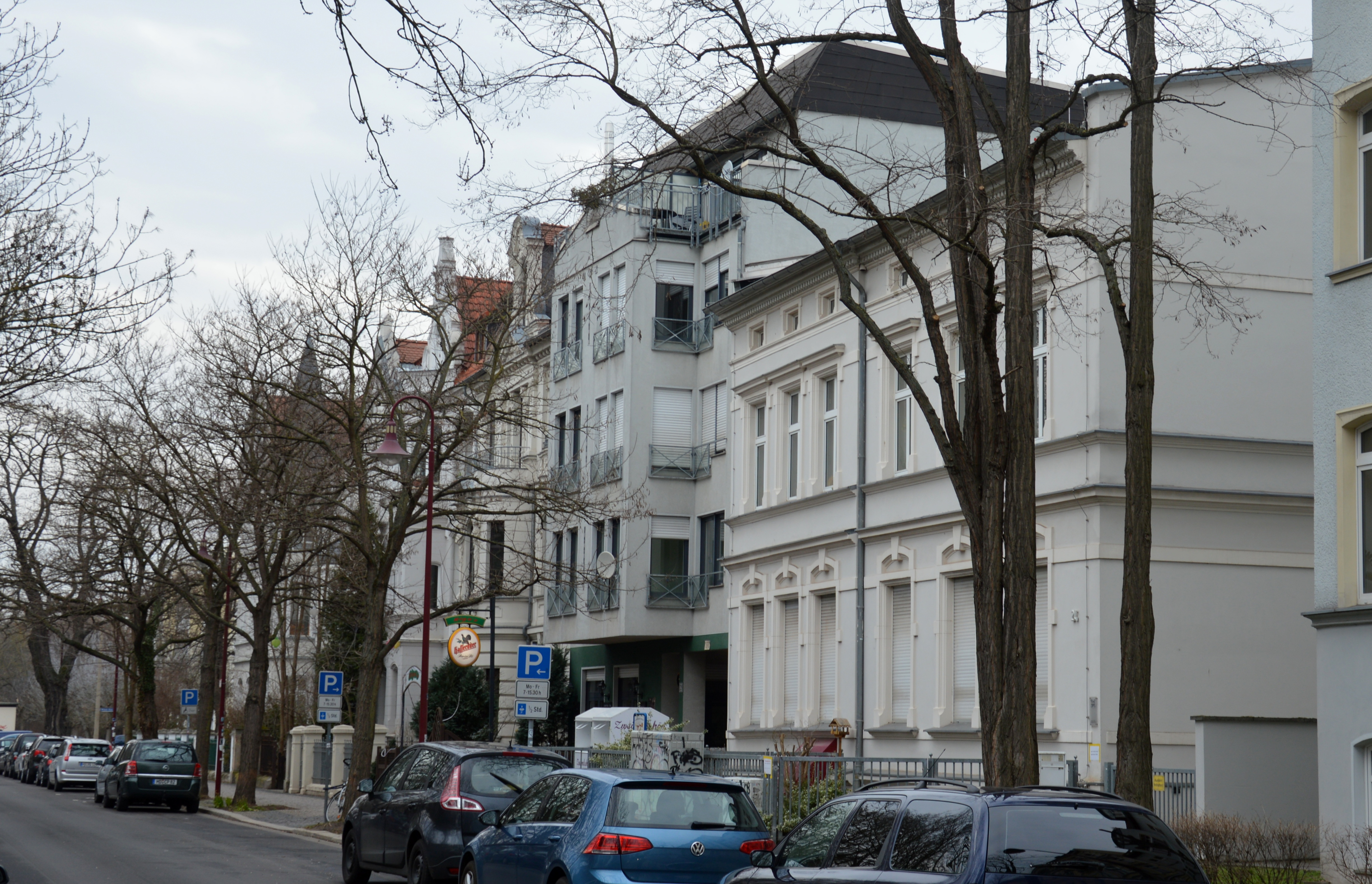
Blick von Südosten, 2017

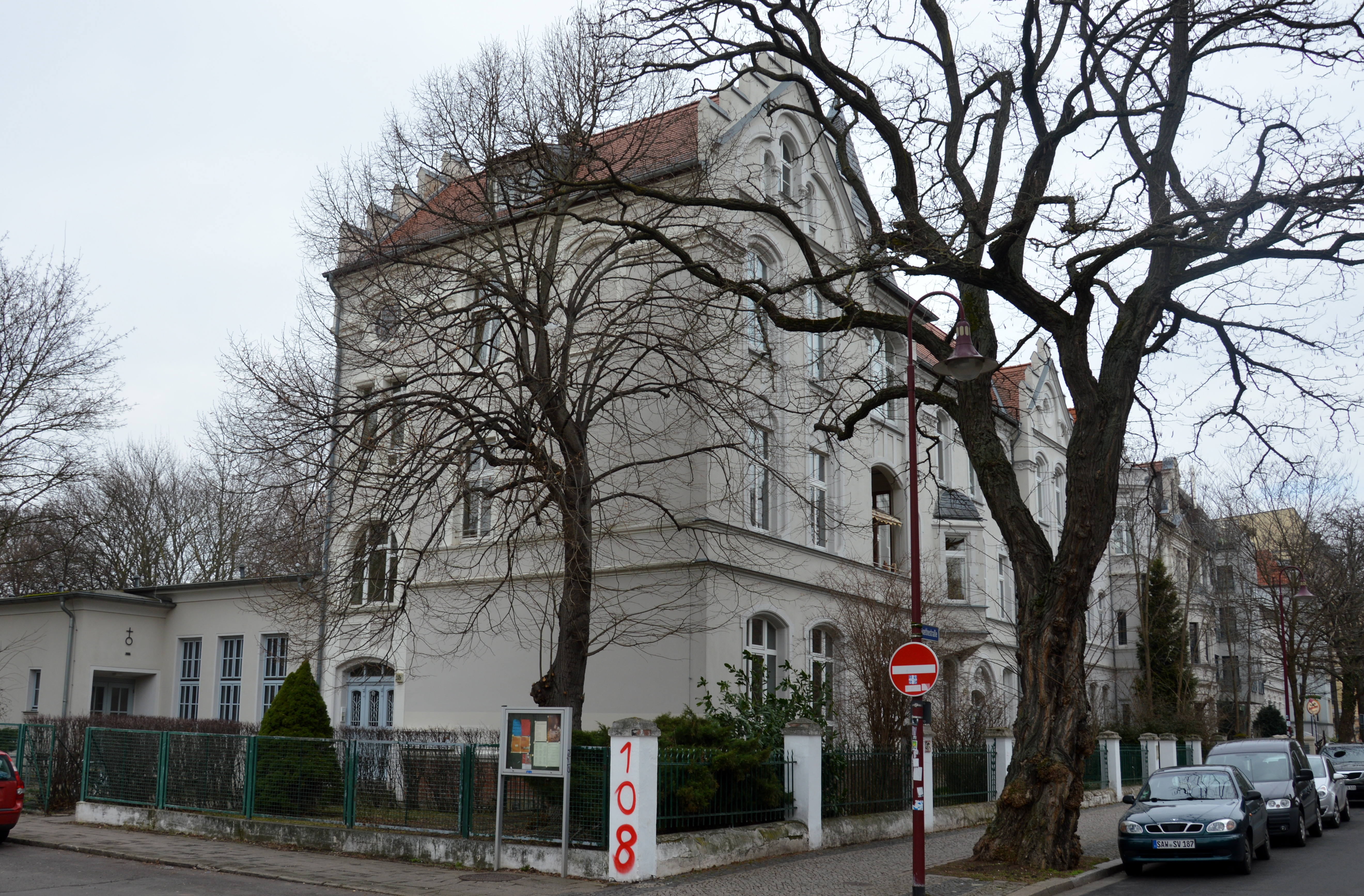
Blick von Südwesten

Goethestraße 22–28 ist eine denkmalgeschützte Straßenzeile in Magdeburg in Sachsen-Anhalt.

## Lage
Die Straßenzeile befindet sich im westlichen Teil der Goethestraße im Magdeburger Stadtteil Stadtfeld Ost. Neben den in der Benennung erwähnten Gebäuden gehört auch der Bereich der südlich hiervon gelegenen Pauluskirche zum Denkmalbereich. Weitere im Denkmalbereich gelegene Einzeldenkmale sind die Gebäude Goethestraße 22, das Gemeindehaus der evangelischen Paulusgemeinde (Goethestraße 24), Goethestraße 26, 27 und 28.

## Architektur und Geschichte
Bei den Gebäuden des Denkmalbereichs handelt es sich um repräsentativ gestaltete drei- bis viergeschossige Gebäude, die Ende des 19. bzw. Anfang des 20. Jahrhunderts überwiegend als Mietswohnhäuser entstanden. Sie sind in den Stilen der Neorenaissance, des Neobarock und des Jugendstils gestaltet. Sie ziehen sich entlang der von der Schrote durchflossenen Goetheanlage. Die Straßenzeile ist weitgehend vollständig erhalten.
Im örtlichen Denkmalverzeichnis ist die Straßenzeile unter der Erfassungsnummer 094 81753 als Denkmalbereich verzeichnet.
Eine besondere städtebaulich Bedeutung hat die Straßenzeile für die platzartige Erweiterung am Westende der Goetheanlage.